# Бориктал
Бориктал (каз. Бөріктал, до 2007 г. — Степное) — упразднённое село в Щербактинском районе Павлодарской области Казахстана. Упразднено в 2017 году. Входило в состав Алексеевского сельского округа. Код КАТО — 556835400.

## Население
В 1999 году численность населения села составляла 215 человек (99 мужчин и 116 женщин). По данным переписи 2009 года в селе проживало 86 человек (45 мужчин и 41 женщина).